# Finale Copa del Rey 1992
De finale van de Copa del Rey van het seizoen 1991/92 werd gehouden op 27 juni 1992 in Estadio Santiago Bernabéu in Madrid. Het werd een Madrileense derby tussen Atlético en Real. De rood-witten van Atlético versloegen de Koninklijken - die onder leiding stonden van de Nederlandse coach Leo Beenhakker - in eigen huis met 0-2.
De Duitse middenvelder Bernd Schuster, die in 1990 Real had ingeruild voor stadsrivaal Atlético, opende de score met een knappe vrije trap van op zo'n 25 meter. De Portugees Paulo Futre zorgde nog voor de rust voor de 0-2-eindstand.

## Wedstrijd
|                        |             |                       |                 |                                                                                                  |
| 27 juni 1992 21:00 MET | Real Madrid | 0 – 2                 | Atlético Madrid | Estadio Santiago Bernabéu, Madrid Toeschouwers: 70.000 Scheidsrechter: Manuel Díaz Vega (Spanje) |
| 27 juni 1992 21:00 MET |             | 7' Schuster 29' Futre |                 | Estadio Santiago Bernabéu, Madrid Toeschouwers: 70.000 Scheidsrechter: Manuel Díaz Vega (Spanje) |

| Real Madrid | Atlético Madrid |

| Real Madrid:   |    |                     |     |
|                |    |                     |     |
| GK             | 1  | Francisco Buyo      |     |
| RB             | 2  | Chendo              |     |
| CB             | 5  | Manuel Sanchís      | 12' |
| CB             | 4  | Miguel Tendillo     |     |
| LB             | 3  | Francisco Villaroya | 46' |
| CM             | 8  | Míchel              | 18' |
| CM             | 6  | Luis Milla          | 79' |
| CM             | 9  | Fernando Hierro     | 50' |
| AM             | 10 | Gheorghe Hagi       | 82' |
| CF             | 11 | Luis Enrique        |     |
| CF             | 7  | Emilio Butragueño   |     |
| Wisselspelers: |    |                     |     |
| DF             | 12 | Mikel Lasa          |     |
| GK             | 13 | Pedro Jaro          |     |
| MF             | 14 | Adolfo Aldana       |     |
| FW             | 15 | Alfonso             | 82' |
| FW             | 16 | Paco Llorente       | 46' |
| Coach:         |    |                     |     |
| Leo Beenhakker |    |                     |     |

| Atlético Madrid: |    |                    |         |
|                  |    |                    |         |
| GK               | 1  | Abel               | 70'     |
| RB               | 2  | Tomás              |         |
| CB               | 5  | Juanma López       |         |
| CB               | 6  | Donato             | 85'     |
| CB               | 4  | Roberto Solozábal  |         |
| LB               | 3  | Miquel Soler       | 41'     |
| CM               | 9  | Juan Vizcaíno      |         |
| CM               | 8  | Bernd Schuster     | 78'     |
| AM               | 7  | Manolo             | 41' 77' |
| AM               | 11 | Gabriel Moya       | 59'     |
| CF               | 10 | Paulo Futre        |         |
| Wisselspelers:   |    |                    |         |
| DF               | 12 | Patxi Ferreira     |         |
| GK               | 13 | Diego              |         |
| DF               | 14 | Toni               | 77'     |
| MF               | 15 | Alfredo Santaelena | 59'     |
| FW               | 16 | Juan Sabas         |         |
| Coach:           |    |                    |         |
| Luis Aragonés    |    |                    |         |